# Liesbreuk
Een liesbreuk of hernia inguinalis is een aandoening die bestaat uit een uitstulping van het buikvlies in de liesstreek, waardoor organen die normaal in de buikholte zitten (zoals de dunne darm) uit gaan puilen.

## Soorten liesbreuk
Er zijn diverse soorten liesbreuken te onderscheiden, onder andere afhankelijk van de plaats ('breukpoort') waar de inhoud van de buikholte uit gaat puilen.
- De aangeboren liesbreuk, die ontstaat doordat de (processus vaginalis peritonaei), gang van Nuck bij de vrouw en processus vaginalis bij de man niet wordt gesloten;
- de directe (via de achterwand van het lieskanaal) liesbreuk, achter de arteria epigastria inferior langs;
- de indirecte liesbreuk (door het begin van het lieskanaal (anulus inguinalis profundus) in het lieskanaal richting scrotum), vóór de arteria epigastria inferior langs;
- de hernia femoralis (de poort waar de grote bloedvaten naar het been doorheen gaan).

## Symptomen
De patiënt (meestal een man) merkt een bobbel op in de lies die opkomt bij persen en (in het begin) teruggaat bij stoppen met persen of gaan liggen. Later kan de patiënt de bobbel meestal zelf terugduwen ('reponeren'). Vroeger werden hiervoor ook 'breukbanden' gebruikt, hulpmiddelen die druk uitoefenden op de breukplaats waardoor de buikinhoud niet ging uitpuilen.
Een liesbreuk gaat vaak gepaard met enig ongemak, zoals een zeurderig gevoel in de liesstreek. Vaak heeft een patiënt geen enkele klacht. Bij beklemd raken van de inhoud van de breukzak bij de breukpoort, het smalste gedeelte, treedt door afknelling van de bloedvaten hevige pijn op; dit is een medisch spoedgeval dat spoedig moet worden geopereerd omdat er necrose en gangreen van de darmwand kan optreden.

## Complicaties
De kans bestaat dat een darmlus in de breuk beklemd raakt (beklemde breuk). Dit is een ernstige toestand die, als niet snel wordt ingegrepen, tot afsterven van een stuk darm kan leiden.

## Oorzaken
Een liesbreuk kan verschillende oorzaken hebben. Meestal is er sprake van een verzwakking van de buikwand. Dit kan aangeboren zijn, of het resultaat van zwaar tillen, overgewicht, problemen met obstipatie bij de stoelgang of veel hoesten.) Ook het langdurig spelen van blaasinstrumenten vergroot de kans op het krijgen van een liesbreuk. Ook een wijd lieskanaal predisponeert voor een breuk. Bij vrouwen komen liesbreuken veel minder voor en zijn ze vaak van het femorale type.
Personen met het syndroom van Marfan hebben een verhoogde kans op een liesbreuk.

## Behandeling
Een arts kan het bestaan van een liesbreuk eenvoudig vaststellen. Omdat de kwaal niet vanzelf herstelt kan een operatieve ingreep nodig zijn. Traditioneel wordt een liesbreuk verholpen door het buikvlies te herstellen met weefsel van de buikwand zelf. Vaak wordt daarvoor ook een kunststofmatje gebruikt, dit is de 'Lichtenstein-methode'. Sinds eind jaren 1990 kan een liesbreuk ook door middel van een kijkoperatie (laparoscopische procedure) worden behandeld.
Een operatief herstel van een hernia inguinalis is alleen noodzakelijk als de patiënt klachten heeft (zoals bij een beklemde breuk). Een pijnloze zwelling bij drukverhogende momenten in de lies is geen reden tot operatie. Indien een dergelijke liesbreuk blijft vergroten kan een operatie uiteindelijk wel noodzakelijk worden.
Na een operatie zijn er significant meer complicaties dan wanneer er een afwachtende houding aangenomen wordt. In een studie van de Nederlandse Vereniging van chirurgen uit 2003 werd vastgesteld dat bij asymptomatische tot mildsymptomatische liesbreuken van mensen ouder dan 50 jaar een afwachtende houding meer aangewezen was. Dit werd later bevestigd in een andere studie.

## Hulpmiddelen
Indien er bij de patiënt een contra-indicatie voor een operatieve behandeling bestaat, wordt een conservatieve behandeling toegepast met een liesbreukband. De breukband bestaat uit een circulaire band met een pelotte op de breukpoort en een liesband om de breuk goed te ondersteunen.
Een nieuwe ontwikkeling is de hogedruk liesbreukonderbroek met anatomisch gevormde drukpelottes die aan de binnenkant van de broek ingeschoven worden. Dit biedt tijdens de dagelijkse activiteiten voldoende tegendruk.